# Utleyville
Utleyville  è una località (area non incorporata) degli Stati Uniti d'America, situata nella contea di Baca dello Stato del Colorado..

## Geografia fisica
Secondo i rilevamenti dell'United States Census Bureau, Utleyville presenta una altitudine di 1.568 m s.l.m.

## Infrastrutture e trasporti

### Strade
- US 160